# Marianne Peretti
Marie Anne Antoinette Hélène Peretti, conhecida como Marianne Peretti (Paris, 13 de dezembro de 1927 — Recife, 25 de abril de 2022), foi uma artista plástica brasileira. Viveu em Pernambuco, estado de origem de sua família paterna.
Considerada a mais importante vitralista do Brasil, foi a única mulher a integrar a equipe de artistas da construção de Brasília.

## Biografia
Filha da modelo francesa Antoinette Louise Clotilde Ruffier e do historiador pernambucano João de Medeiros Peretti, Marie Anne Antoinette Hélène Peretti nasceu em Paris, França, no dia 13 de dezembro de 1927. Cresceu e foi educada em Paris, tendo sido expulsa do Lycée Molière e do Lycée Victor Duruy por fugir da escola para pintar. Ainda lá, estudou desenho e pintura, como a aluna mais jovem, com 15 anos, na École Nationale Supérieure des Arts Décoratifs e depois foi para a Académie de La Grande Chaumiére, em Montparnasse, onde foi aluna de Édouard Goerg e de François Desnoyer; fez sua primeira exposição individual na Gallerie Mirador.

Marianne Peretti e Salvador Dalí em Paris na primeira exposição da artista, 1952.

Veio morar em definitivo no Brasil em 1956, onde passou a desenhar e pintar pelo Ceará, Pernambuco e Bahia. Participou da 5ª Bienal em São Paulo, onde ganhou o prêmio de melhor capa pelo livro, As Palavras, de Jean-Paul Sartre. Realizou várias exposições, individuais e coletivas, em Paris, São Paulo, Olinda, Rio de Janeiro e outras cidades. Também executou esculturas, vitrais e relevos para edifícios públicos e residências particulares, em grandes cidades do Brasil, especialmente São Paulo, Brasília e Recife, e países da Europa, principalmente França e Itália.

## Brasília
Oscar Niemeyer conheceu o trabalho dela já no Brasil, em um vitral feito para a arquiteta Janete Costa, ele a convidou para participar de seus projetos. A partir de então, passou a se concentrar mais nessa arte.
Sobre a construção da capital nacional ela afirma, “Era tudo de repente e tudo muito rápido, porque a cidade estava sendo inventada e tínhamos de nos adaptar a esse ritmo, de fazer o melhor em pouco tempo”. O primeiro vitral foi o da capela do Palácio do Jaburu.
“Me emocionava vê-la durante meses debruçada a desenhar os vitrais. Eram centenas de folhas de papel vegetal que coladas representavam um gomo da catedral”. Marianne Peretti é uma artista de excepcional talento, os vitrais maravilhosos que criou para a Catedral de Brasília, são comparáveis pelo seu valor e esforço físico as obras da renascença. Sua preocupação invariável é inventar novas coisas, influir com seu trabalho no campo das artes plásticas.— Oscar Niemeyer

## Controvérsia

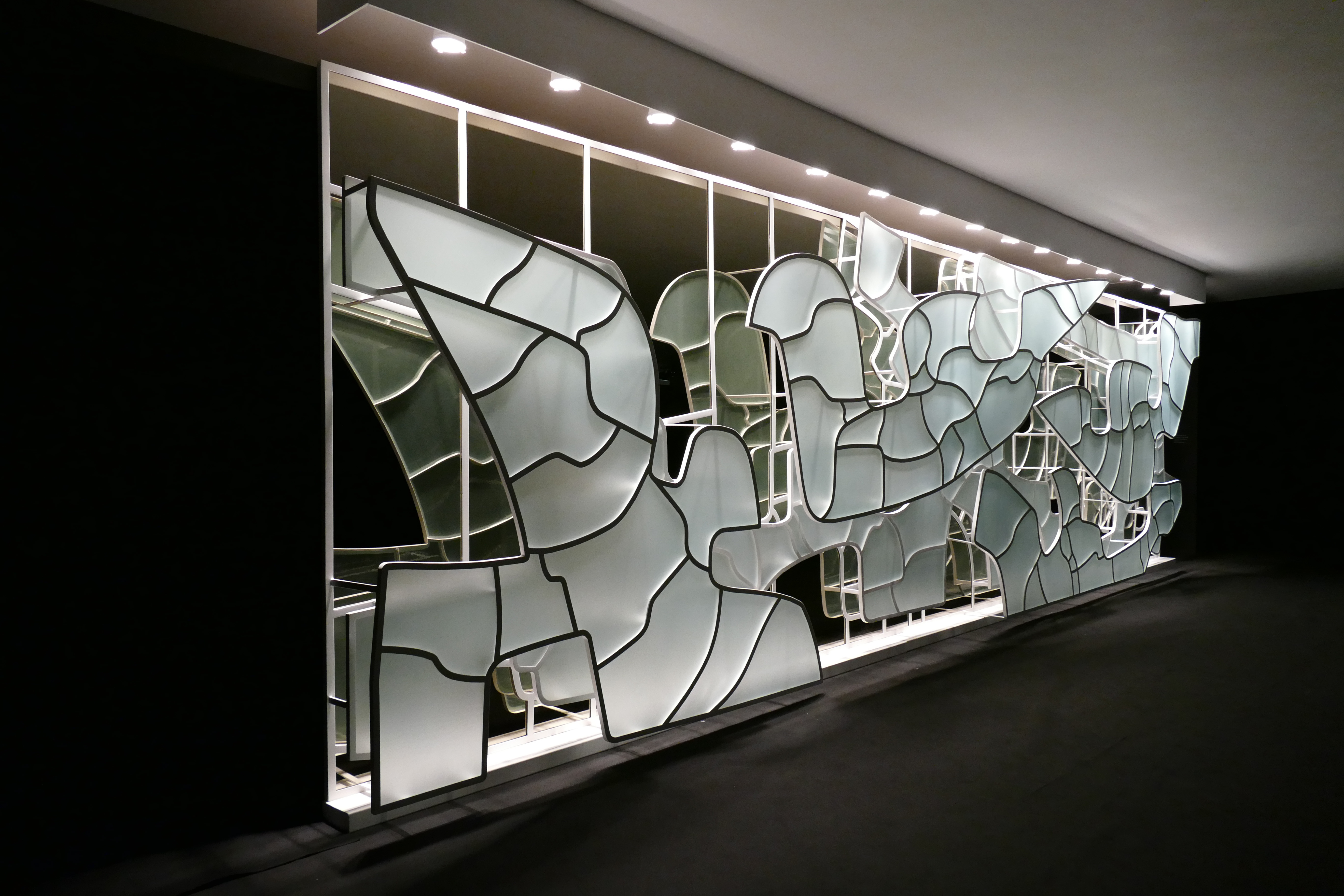
Obra "alumbramento"

Em 2016, o jornal O Estado de S. Paulo denunciou que a principal obra da artista então situada no Senado Federal, um painel doado por ela em 1978, com mais de 200 peças de vidro, chamado "Alumbramento", havia sido desmontada e abandonada no depósito do Senado nos anos 1990, onde teria ficado por duas décadas esquecida e só agora voltava a ficar exposta. A artista teria dito que, “Estava jogado no chão, como num ferro-velho. Quem fez isso não tem a sensibilidade necessária, deveriam buscar saber quem foi o responsável”.
A iniciativa de restaurar a obra teria partido de uma empresa de produção cultural privada (B52 Desenvolvimento Cultural, de Recife). O Senado teria aceitado ceder os restos da estrutura para uma exposição, com a condição de que a produtora pagasse todos os custos e devolvesse a obra pronta.
O Senado emitiu nota, negando com veemência o suposto descaso praticado com Marianne Peretti, declarando que a obra sofreu danos com os anos e precisava de restauração, por iniciativa única da instituição a restauração foi possível, com concordância da artista e solicitação de uso posterior da B52 Desenvolvimento Cultural. Em 8 de novembro de 2016 a obra pôde ser reinaugurada pelos presidentes do Senado, Renan Calheiros e da Câmara dos Deputados, Rodrigo Maia.

## Morte
Marianne Peretti morreu no dia 25 de abril de 2022, no Real Hospital Português do Recife. A causa da morte não foi informada.
Foi enterrada em 30 de abril de 2022 no Cemitério Campo da Esperança, em Asa Sul, Brasília.

## Principais obras

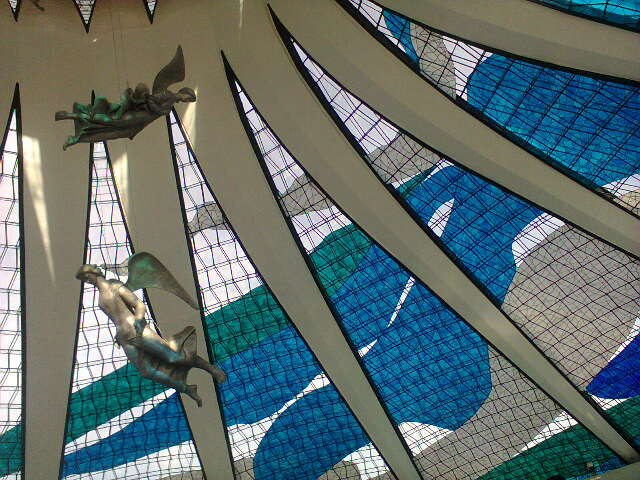
Detalhe dos vitrais restaurados em 2012 na Catedral de Brasília.

### Vitrais
- Catedral de Brasília - Brasília, Distrito federal.
- Panteão da Pátria - Brasília, Distrito federal.
- Palácio do Jaburu - Brasília, Distrito federal.
- Superior Tribunal de Justiça - Brasília, Distrito federal.
- Câmara dos Deputados - Brasília, Distrito federal.
- Memorial JK - Brasília, Distrito federal.
- Capela do Tribunal Regional Federal da 5ª Região (TRF/5ª) - Recife, Pernambuco.
- Tribunal de Justiça de Pernambuco (TJPE) - Recife, Pernambuco.
- Memorial da Cabanagem - Belém, Pará.
- Memorial Teotônio Vilela - Maceió, Alagoas.
- Edifício do Grupo Burgo - Turim, Itália.

### Murais e esculturas
- Escultura em bronze, no hall de entrada da Escola de Contas Públicas Professor Barreto Guimarães, do TCE-PE. - Recife, Pernambuco.
- Escultura em ferro da Assembleia Legislativa do Piauí - Teresina, Piauí.
- Escultura em bronze do Teatro Nacional Cláudio Santoro - Brasília, Distrito federal.
- Escultura da biblioteca do Memorial da América Latina - São Paulo, São Paulo.
- Escultura para o Le Volcan (Centro Cultural Le Havre) - Le Havre, França.
- Escultura para a Editora Mondadori  - Milão, Itália.
- Painéis esculturais do Senado Federal - Brasília, Distrito federal.
- Mural do Museu do Carnaval - Rio de Janeiro, Rio de Janeiro.
- Mural da Câmara Sindical de Eletricidade - Paris, França.

|  |  |  |

### Livro
- Marianne Peretti: A Ousadia da Invenção (B52 Desenvolvimento Cultural, 2015)